# Imera méridionale
Imera méridionale ou encore italien : Salso Himeras  est un cours d'eau de la Sicile centrale et sud-occidentale qui a son embouchure dans le canal de Sicile.

## Géographie
Le fleuve prend sa source au Pizzo Caterineci (Madonies). De 144 km de longueur, son bassin est de 2 122 km2 de superficie. Il parcourt les provinces de Palerme, Caltanisetta, Enna et Agrigente et se jette dans le canal de Sicile à Licata.

## Affluents
Morello, Braemi.